# IC 1848
IC 1848 (туманність Душа) — дифузна туманність та  розсіяне скупчення у сузір'ї Кассіопея.
Цей об'єкт міститься в оригінальній редакції індексного каталогу.